# Батталья-Терме
Батта́лья-Те́рме (итал. Battaglia Terme, вен. Ła Bataja) — коммуна в Италии, располагается в провинции Падуя области Венеция.
Население составляет 4128 человек, плотность населения — 688 чел./км². Занимает площадь 6 км². Почтовый индекс — 35041. Телефонный код — 049.
Покровителем населённого пункта считается Иаков Зеведеев. Праздник ежегодно отмечается 25 июня.